# Sidney Shippard
Sir Sidney Godolphin Alexander Shippard, KCMG (* 29. Mai 1837 in Brüssel; † 29. März 1902 in London) war ein britischer Kolonialadministrator.

## Biografie
Shippard trat nach dem Studium der Rechtswissenschaften in den Justizdienst der britischen Kolonialverwaltung und war von 1875 bis 1877 Generalstaatsanwalt (Attorney General) von Griqualand West und danach bis 1878 Strafrichter am Obergericht von Griqualand. 1880 erfolgte seine Berufung zum Richter am Obersten Gericht der Kapkolonie (Cape Supreme Court). Dort war er bis 1885 tätig.
Nach der formellen Übernahme von Britisch-Betschuanaland am 23. Oktober 1885 wurde er erster Administrator des neugeschaffenen Protektorats.
Er war ein energischer Befürworter der Planungen von Cecil Rhodes zur Ausweitung des britischen Einflusses in den Norden, um dadurch einer möglichen Einflussnahme durch das Deutsche Kaiserreich sowie die Buren zuvorzukommen. 1887 bedrängte er den Hochkommissar von Südafrika, Sir Hercules Robinson nicht einen Vertrag zwischen dem König von Matabeleland und Mashonaland Lobengula und dem Repräsentanten von Transvaal Piet Grobler zu sanktionieren. Für seine Verdienste wurde er 1887 zum Knight Commander des Order of St Michael and St George geschlagen und führte seitdem den Namenszusatz „Sir“.
Im Februar 1888 bat er dann Sir Hercules Robinson um Entsendung von Reverend John Smith Moffat zur Aushandlung eines Vertrages mit König Lobengula, in dem der König gebeten wurde keine Territorien ohne britisches Einverständnis aufzugeben. Durch das Ansehen von Moffats Vater Robert Moffat kam es tatsächlich zum Abschluss dieses Friedens- und Freundschaftsvertrages. Anschließend gelang es Shippard im Oktober 1888 König Lobengula zu überreden, dem Agenten von Cecil Rhodes, Charles Rudd, eine Konzession für den Bergbau im Matabele-Königreich zu garantieren. Diese durch einen Schutzbrief (Royal Charter) von Queen Victoria gebilligte Verfahren bildete den Grundstein für die Gründung der Britischen Südafrika-Gesellschaft (British South Africa Company, BSAC) im Jahr 1889.
Nach der Eingliederung von Britisch-Betschuanaland in die Kapkolonie am 16. November 1895 wurde seine Position als Administrator des bisherigen Protektorats abgeschafft.
Im Dezember 1895 wurde bei ihm eine Mitwisserschaft am sogenannten Jameson Raid von Leander Jameson zur Unterwerfung der Buren-Republiken Transvaal und Oranje-Freistaat unter direkte britische koloniale Herrschaft vermutet, da er zuvor im Jahr 1894 zwei Häuptlinge des Protektorats auffordert hatte, ihre Gebiete nahe der Grenze zu Transvaal unter die Verwaltung der BSAC zu stellen. Zu diesen Gebieten gehörte auch Pitasani, von wo aus der letztlich kläglich gescheiterte Jameson Raid begann. Zu Beginn des Vorfalls befand er sich jedoch in Johannesburg und bat gerüchteweise das dortige Johannesburg Reform Committee, dem prominente Unterstützer des Überfalls angehörten, um Niederlegung der Waffen.
Im Anschluss begab er sich nach England und wurde 1898 Direktor der Britische Südafrika Gesellschaft (BSAC).